# Eleições legislativas portuguesas de 2009 no distrito de Setúbal
| Eleições legislativas portuguesas de 2009 Distritos: Aveiro \| Beja \| Braga \| Bragança \| Castelo Branco \| Coimbra \| Évora \| Faro \| Guarda \| Leiria \| Lisboa \| Portalegre \| Porto \| Santarém \| Setúbal \| Viana do Castelo \| Vila Real \| Viseu \| Açores \| Madeira \| Estrangeiro |

## Resultados por Concelho
Os resultados nos concelhos do Distrito de Setúbal foram os seguintes:

### Alcácer do Sal
| Partido                 | Partido                        | Votos  | %               | +/-   |
| ----------------------- | ------------------------------ | ------ | --------------- | ----- |
|                         | Partido Socialista             | 2 496  | 34,50 / 100,00  | 18,08 |
|                         | Coligação Democrática Unitária | 2 237  | 30,92 / 100,00  | 5,43  |
|                         | Bloco de Esquerda              | 867    | 11,99 / 100,00  | 6,28  |
|                         | Partido Social Democrata       | 774    | 10,70 / 100,00  | 1,63  |
|                         | CDS – Partido Popular          | 398    | 5,50 / 100,00   | 2,44  |
|                         | PCTP/MRPP                      | 157    | 2,17 / 100,00   | 0,53  |
|                         | Outros                         | 124    | 1,71 / 100,00   |       |
| Votos Inválidos         | Votos Inválidos                | 181    | 2,51 / 100,00   | 0,79  |
| Total                   | Total                          | 7 234  | 100,00 / 100,00 |       |
| Eleitorado/Participação | Eleitorado/Participação        | 11 995 | 60,31 / 100,00  | 5,53  |

| Freguesia                               | %     | %     | %     | %     | %    | %    | Votantes |
| Freguesia                               | PS    | CDU   | BE    | PSD   | CDS  | PCTP | Votantes |
| --------------------------------------- | ----- | ----- | ----- | ----- | ---- | ---- | -------- |
| Alcácer do Sal (Santa Maria do Castelo) | 33,03 | 30,92 | 14,09 | 10,26 | 5,08 | 2,73 | 2 086    |
| Alcácer do Sal (Santiago)               | 33,00 | 25,52 | 13,02 | 14,76 | 6,81 | 2,10 | 2 527    |
| Comporta                                | 32,26 | 33,87 | 13,20 | 7,33  | 7,48 | 1,61 | 682      |
| Santa Susana                            | 27,30 | 46,08 | 7,51  | 13,31 | 3,41 | 1,37 | 293      |
| São Martinho                            | 28,79 | 57,33 | 5,66  | 2,31  | 2,31 | 0,51 | 389      |
| Torrão                                  | 44,63 | 28,48 | 8,75  | 7,08  | 3,98 | 2,39 | 1 257    |
| Alcácer do Sal                          | 34,50 | 30,92 | 11,99 | 10,70 | 5,50 | 2,17 | 7 234    |

### Alcochete
| Partido                 | Partido                        | Votos  | %               | +/-   |
| ----------------------- | ------------------------------ | ------ | --------------- | ----- |
|                         | Partido Socialista             | 2 731  | 34,66 / 100,00  | 10,59 |
|                         | Coligação Democrática Unitária | 1 536  | 19,49 / 100,00  | 0,80  |
|                         | Partido Social Democrata       | 1 347  | 17,09 / 100,00  | 0,99  |
|                         | Bloco de Esquerda              | 1 004  | 12,74 / 100,00  | 3,90  |
|                         | CDS – Partido Popular          | 732    | 9,29 / 100,00   | 5,07  |
|                         | PCTP/MRPP                      | 98     | 1,24 / 100,00   | 0,06  |
|                         | Outros                         | 132    | 1,67 / 100,00   |       |
| Votos Inválidos         | Votos Inválidos                | 300    | 3,80 / 100,00   | 0,89  |
| Total                   | Total                          | 7 880  | 100,00 / 100,00 |       |
| Eleitorado/Participação | Eleitorado/Participação        | 12 335 | 63,88 / 100,00  | 1,33  |

| Freguesia     | %     | %     | %     | %     | %    | %    | Votantes |
| Freguesia     | PS    | CDU   | PSD   | BE    | CDS  | PCTP | Votantes |
| ------------- | ----- | ----- | ----- | ----- | ---- | ---- | -------- |
| Alcochete     | 35,61 | 17,82 | 17,77 | 12,75 | 9,63 | 1,34 | 5 443    |
| Samouco       | 29,57 | 26,36 | 15,32 | 12,36 | 8,95 | 1,01 | 1 586    |
| São Francisco | 38,07 | 17,39 | 16,10 | 13,40 | 7,76 | 1,06 | 851      |
| Alcochete     | 34,66 | 19,49 | 17,09 | 12,74 | 9,29 | 1,24 | 7 880    |

### Almada
| Partido                 | Partido                        | Votos   | %               | +/-  |
| ----------------------- | ------------------------------ | ------- | --------------- | ---- |
|                         | Partido Socialista             | 31 702  | 35,57 / 100,00  | 8,33 |
|                         | Partido Social Democrata       | 16 556  | 18,57 / 100,00  | 0,70 |
|                         | Coligação Democrática Unitária | 15 474  | 17,36 / 100,00  | 0,06 |
|                         | Bloco de Esquerda              | 11 699  | 13,12 / 100,00  | 2,83 |
|                         | CDS – Partido Popular          | 8 100   | 9,09 / 100,00   | 3,50 |
|                         | PCTP/MRPP                      | 997     | 1,12 / 100,00   | 0,12 |
|                         | Outros                         | 1 638   | 1,83 / 100,00   |      |
| Votos Inválidos         | Votos Inválidos                | 2 971   | 3,34 / 100,00   | 0,48 |
| Total                   | Total                          | 89 137  | 100,00 / 100,00 |      |
| Eleitorado/Participação | Eleitorado/Participação        | 146 389 | 60,89 / 100,00  | 5,19 |

| Freguesia            | %     | %     | %     | %     | %     | %    | Votantes |
| Freguesia            | PS    | PSD   | CDU   | BE    | CDS   | PCTP | Votantes |
| -------------------- | ----- | ----- | ----- | ----- | ----- | ---- | -------- |
| Almada               | 35,44 | 20,06 | 18,43 | 12,45 | 8,20  | 1,05 | 11 153   |
| Cacilhas             | 35,93 | 20,33 | 16,86 | 13,18 | 7,96  | 0,88 | 4 408    |
| Caparica             | 36,92 | 13,99 | 19,61 | 13,51 | 8,65  | 1,49 | 8 862    |
| Charneca de Caparica | 36,78 | 22,02 | 12,38 | 12,17 | 10,39 | 0,98 | 12 556   |
| Costa de Caparica    | 32,66 | 26,94 | 11,51 | 11,76 | 11,23 | 0,90 | 6 414    |
| Cova da Piedade      | 36,01 | 17,63 | 18,64 | 14,22 | 7,74  | 0,98 | 12 571   |
| Feijó                | 35,47 | 15,82 | 19,48 | 13,73 | 8,89  | 1,33 | 9 364    |
| Laranjeiro           | 37,14 | 14,75 | 19,58 | 13,02 | 9,26  | 1,11 | 10 459   |
| Pragal               | 33,13 | 20,07 | 17,06 | 13,35 | 9,54  | 1,12 | 3 827    |
| Sobreda              | 32,31 | 19,58 | 16,56 | 13,68 | 10,51 | 1,25 | 6 564    |
| Trafaria             | 35,79 | 13,42 | 23,35 | 13,72 | 7,30  | 1,32 | 2 959    |
| Almada               | 35,57 | 18,57 | 17,36 | 13,12 | 9,09  | 1,12 | 89 137   |

### Barreiro
| Partido                 | Partido                        | Votos  | %               | +/-  |
| ----------------------- | ------------------------------ | ------ | --------------- | ---- |
|                         | Partido Socialista             | 16 326 | 35,83 / 100,00  | 6,94 |
|                         | Coligação Democrática Unitária | 12 307 | 27,01 / 100,00  | 0,21 |
|                         | Bloco de Esquerda              | 6 113  | 13,42 / 100,00  | 2,38 |
|                         | Partido Social Democrata       | 5 159  | 11,32 / 100,00  | 0,19 |
|                         | CDS – Partido Popular          | 3 099  | 6,80 / 100,00   | 3,60 |
|                         | PCTP/MRPP                      | 607    | 1,33 / 100,00   | 0,19 |
|                         | Outros                         | 693    | 1,53 / 100,00   |      |
| Votos Inválidos         | Votos Inválidos                | 1 263  | 2,77 / 100,00   | 0,59 |
| Total                   | Total                          | 45 567 | 100,00 / 100,00 |      |
| Eleitorado/Participação | Eleitorado/Participação        | 71 649 | 63,60 / 100,00  | 3,86 |

| Freguesia                 | %     | %     | %     | %     | %    | %    | Votantes |
| Freguesia                 | PS    | CDU   | BE    | PSD   | CDS  | PCTP | Votantes |
| ------------------------- | ----- | ----- | ----- | ----- | ---- | ---- | -------- |
| Alto do Seixalinho        | 36,99 | 28,24 | 13,02 | 9,67  | 6,45 | 1,43 | 11 778   |
| Barreiro                  | 33,92 | 29,15 | 11,77 | 14,49 | 5,76 | 1,06 | 5 071    |
| Coina                     | 41,54 | 26,33 | 13,02 | 8,27  | 4,85 | 1,24 | 1 052    |
| Lavradio                  | 37,48 | 27,31 | 14,57 | 9,07  | 6,58 | 1,22 | 7 617    |
| Palhais                   | 28,34 | 32,08 | 8,49  | 15,99 | 7,83 | 1,87 | 907      |
| Santo André               | 34,36 | 28,13 | 13,58 | 10,88 | 7,08 | 1,22 | 6 811    |
| Santo António da Charneca | 33,10 | 22,15 | 14,08 | 14,77 | 9,41 | 1,61 | 5 761    |
| Verderena                 | 37,34 | 25,31 | 14,03 | 11,72 | 6,09 | 1,29 | 6 570    |
| Barreiro                  | 35,83 | 27,01 | 13,42 | 11,32 | 6,80 | 1,33 | 45 567   |

### Grândola
| Partido                 | Partido                        | Votos  | %               | +/-   |
| ----------------------- | ------------------------------ | ------ | --------------- | ----- |
|                         | Partido Socialista             | 2 764  | 33,87 / 100,00  | 12,98 |
|                         | Coligação Democrática Unitária | 2 313  | 28,34 / 100,00  | 1,39  |
|                         | Partido Social Democrata       | 1 199  | 14,69 / 100,00  | 1,22  |
|                         | Bloco de Esquerda              | 1 001  | 12,27 / 100,00  | 6,63  |
|                         | CDS – Partido Popular          | 455    | 5,58 / 100,00   | 2,68  |
|                         | PCTP/MRPP                      | 154    | 1,89 / 100,00   | 0,11  |
|                         | Outros                         | 96     | 1,17 / 100,00   |       |
| Votos Inválidos         | Votos Inválidos                | 179    | 2,19 / 100,00   | 0,58  |
| Total                   | Total                          | 8 161  | 100,00 / 100,00 |       |
| Eleitorado/Participação | Eleitorado/Participação        | 12 648 | 64,52 / 100,00  | 3,65  |

| Freguesia                                  | %     | %     | %     | %     | %    | %    | Votantes |
| Freguesia                                  | PS    | CDU   | PSD   | BE    | CDS  | PCTP | Votantes |
| ------------------------------------------ | ----- | ----- | ----- | ----- | ---- | ---- | -------- |
| Azinheira dos Barros e São Mamede do Sádão | 38,69 | 32,98 | 7,19  | 13,32 | 3,17 | 2,33 | 473      |
| Carvalhal                                  | 34,50 | 30,13 | 9,32  | 14,70 | 7,42 | 2,04 | 687      |
| Grândola                                   | 32,94 | 28,95 | 14,59 | 12,65 | 5,82 | 1,82 | 5 875    |
| Melides                                    | 36,55 | 22,17 | 21,77 | 7,88  | 4,33 | 1,77 | 1 015    |
| Santa Margarida da Serra                   | 34,23 | 21,62 | 20,72 | 12,61 | 2,70 | 3,60 | 111      |
| Grândola                                   | 33,87 | 28,34 | 14,69 | 12,27 | 5,58 | 1,89 | 8 161    |

### Moita
| Partido                 | Partido                        | Votos  | %               | +/-  |
| ----------------------- | ------------------------------ | ------ | --------------- | ---- |
|                         | Partido Socialista             | 10 377 | 30,63 / 100,00  | 8,66 |
|                         | Coligação Democrática Unitária | 9 424  | 27,82 / 100,00  | 0,99 |
|                         | Bloco de Esquerda              | 5 543  | 16,36 / 100,00  | 5,24 |
|                         | Partido Social Democrata       | 3 762  | 11,11 / 100,00  | 1,35 |
|                         | CDS – Partido Popular          | 2 592  | 7,65 / 100,00   | 4,13 |
|                         | PCTP/MRPP                      | 512    | 1,51 / 100,00   | 0,05 |
|                         | Outros                         | 668    | 1,97 / 100,00   |      |
| Votos Inválidos         | Votos Inválidos                | 996    | 2,94 / 100,00   | 0,85 |
| Total                   | Total                          | 33 874 | 100,00 / 100,00 |      |
| Eleitorado/Participação | Eleitorado/Participação        | 58 554 | 57,85 / 100,00  | 4,89 |

| Freguesia         | %     | %     | %     | %     | %     | %    | Votantes |
| Freguesia         | PS    | CDU   | BE    | PSD   | CDS   | PCTP | Votantes |
| ----------------- | ----- | ----- | ----- | ----- | ----- | ---- | -------- |
| Alhos Vedros      | 28,99 | 26,83 | 17,98 | 10,96 | 8,15  | 1,82 | 7 193    |
| Baixa da Banheira | 30,64 | 33,18 | 16,66 | 7,26  | 6,63  | 1,49 | 12 051   |
| Gaio-Rosário      | 32,74 | 36,76 | 12,20 | 7,44  | 4,46  | 1,34 | 672      |
| Moita             | 30,19 | 24,20 | 17,02 | 13,77 | 7,97  | 1,35 | 8 934    |
| Sarilhos Pequenos | 38,00 | 41,71 | 9,86  | 4,14  | 1,29  | 1,86 | 700      |
| Vale da Amoreira  | 32,75 | 18,39 | 13,18 | 18,27 | 10,55 | 1,34 | 4 324    |
| Moita             | 30,63 | 27,82 | 16,36 | 11,11 | 7,65  | 1,51 | 33 874   |

### Montijo
| Partido                 | Partido                        | Votos  | %               | +/-   |
| ----------------------- | ------------------------------ | ------ | --------------- | ----- |
|                         | Partido Socialista             | 7 533  | 35,15 / 100,00  | 11,67 |
|                         | Partido Social Democrata       | 4 237  | 19,77 / 100,00  | 0,51  |
|                         | Coligação Democrática Unitária | 3 049  | 14,23 / 100,00  | 0,04  |
|                         | Bloco de Esquerda              | 3 013  | 14,06 / 100,00  | 5,13  |
|                         | CDS – Partido Popular          | 2 141  | 9,99 / 100,00   | 4,67  |
|                         | PCTP/MRPP                      | 332    | 1,55 / 100,00   | 0,07  |
|                         | Outros                         | 425    | 1,98 / 100,00   |       |
| Votos Inválidos         | Votos Inválidos                | 699    | 3,26 / 100,00   | 0,34  |
| Total                   | Total                          | 21 429 | 100,00 / 100,00 |       |
| Eleitorado/Participação | Eleitorado/Participação        | 37 967 | 56,44 / 100,00  | 2,24  |

| Freguesia                 | %     | %     | %     | %     | %     | %    | Votantes |
| Freguesia                 | PS    | PSD   | CDU   | BE    | CDS   | PCTP | Votantes |
| ------------------------- | ----- | ----- | ----- | ----- | ----- | ---- | -------- |
| Afonsoeiro                | 37,29 | 13,45 | 16,63 | 14,97 | 10,40 | 1,75 | 2 231    |
| Alto Estanqueiro - Jardia | 43,07 | 14,13 | 11,47 | 14,98 | 9,08  | 2,14 | 1 168    |
| Atalaia                   | 39,09 | 19,76 | 10,75 | 12,49 | 10,53 | 2,71 | 921      |
| Canha                     | 47,58 | 20,43 | 10,27 | 7,56  | 8,50  | 1,53 | 847      |
| Montijo                   | 33,21 | 21,54 | 13,08 | 15,22 | 10,42 | 1,30 | 12 848   |
| Pegões                    | 38,58 | 23,02 | 12,00 | 10,93 | 8,27  | 1,16 | 1 125    |
| Santo Isidro de Pegões    | 29,79 | 24,76 | 12,59 | 13,29 | 11,75 | 2,52 | 715      |
| Sarilhos Grandes          | 33,10 | 13,60 | 26,11 | 12,26 | 7,50  | 2,03 | 1 574    |
| Montijo                   | 35,15 | 19,77 | 14,23 | 14,06 | 9,99  | 1,55 | 21 429   |

### Palmela
| Partido                 | Partido                        | Votos  | %               | +/-   |
| ----------------------- | ------------------------------ | ------ | --------------- | ----- |
|                         | Partido Socialista             | 8 913  | 32,68 / 100,00  | 11,49 |
|                         | Coligação Democrática Unitária | 5 295  | 19,41 / 100,00  | 0,56  |
|                         | Partido Social Democrata       | 4 371  | 16,02 / 100,00  | 0,14  |
|                         | Bloco de Esquerda              | 3 920  | 14,37 / 100,00  | 4,47  |
|                         | CDS – Partido Popular          | 2 758  | 10,11 / 100,00  | 4,88  |
|                         | PCTP/MRPP                      | 462    | 1,69 / 100,00   | 0,02  |
|                         | Outros                         | 612    | 2,24 / 100,00   |       |
| Votos Inválidos         | Votos Inválidos                | 946    | 3,47 / 100,00   | 0,48  |
| Total                   | Total                          | 27 277 | 100,00 / 100,00 |       |
| Eleitorado/Participação | Eleitorado/Participação        | 46 727 | 58,38 / 100,00  | 4,44  |

| Freguesia      | %     | %     | %     | %     | %     | %    | Votantes |
| Freguesia      | PS    | CDU   | PSD   | BE    | CDS   | PCTP | Votantes |
| -------------- | ----- | ----- | ----- | ----- | ----- | ---- | -------- |
| Marateca       | 35,52 | 22,26 | 15,69 | 10,85 | 8,87  | 2,42 | 1 613    |
| Palmela        | 32,57 | 15,49 | 19,76 | 14,31 | 11,12 | 1,43 | 7 839    |
| Pinhal Novo    | 31,93 | 22,44 | 12,37 | 16,21 | 9,29  | 1,74 | 11 123   |
| Poceirão       | 32,13 | 19,57 | 18,62 | 10,00 | 10,90 | 2,66 | 1 880    |
| Quinta do Anjo | 33,82 | 17,79 | 17,48 | 13,11 | 10,47 | 1,41 | 4 822    |
| Palmela        | 32,68 | 19,41 | 16,02 | 14,37 | 10,11 | 1,69 | 27 277   |

### Santiago do Cacém
| Partido                 | Partido                        | Votos  | %               | +/-   |
| ----------------------- | ------------------------------ | ------ | --------------- | ----- |
|                         | Partido Socialista             | 4 970  | 31,15 / 100,00  | 14,08 |
|                         | Coligação Democrática Unitária | 3 687  | 23,11 / 100,00  | 2,34  |
|                         | Partido Social Democrata       | 2 787  | 17,47 / 100,00  | 1,52  |
|                         | Bloco de Esquerda              | 2 199  | 13,78 / 100,00  | 5,89  |
|                         | CDS – Partido Popular          | 1 134  | 7,11 / 100,00   | 2,22  |
|                         | PCTP/MRPP                      | 302    | 1,89 / 100,00   | 0,19  |
|                         | Outros                         | 313    | 1,95 / 100,00   |       |
| Votos Inválidos         | Votos Inválidos                | 564    | 3,54 / 100,00   | 0,97  |
| Total                   | Total                          | 15 956 | 100,00 / 100,00 |       |
| Eleitorado/Participação | Eleitorado/Participação        | 26 378 | 60,49 / 100,00  | 4,69  |

| Freguesia               | %     | %     | %     | %     | %    | %    | Votantes |
| Freguesia               | PS    | CDU   | PSD   | BE    | CDS  | PCTP | Votantes |
| ----------------------- | ----- | ----- | ----- | ----- | ---- | ---- | -------- |
| Abela                   | 32,92 | 34,46 | 13,78 | 6,89  | 4,13 | 2,14 | 653      |
| Alvalade                | 24,60 | 39,09 | 15,42 | 9,18  | 5,90 | 1,85 | 1 187    |
| Cercal do Alentejo      | 34,80 | 28,78 | 11,87 | 10,79 | 5,64 | 2,76 | 1 845    |
| Ermidas-Sado            | 33,71 | 25,02 | 15,46 | 16,07 | 2,95 | 2,61 | 1 151    |
| Santa Cruz              | 32,64 | 25,35 | 12,50 | 17,01 | 7,99 | 1,39 | 288      |
| Santiago do Cacém       | 32,48 | 21,16 | 18,83 | 11,91 | 7,81 | 2,04 | 3 728    |
| Santo André             | 29,56 | 14,32 | 21,11 | 18,52 | 9,40 | 1,17 | 5 447    |
| São Bartolomeu da Serra | 20,41 | 38,78 | 9,80  | 12,65 | 6,53 | 2,86 | 245      |
| São Domingos            | 32,18 | 41,50 | 8,41  | 7,13  | 2,74 | 2,74 | 547      |
| São Francisco da Serra  | 32,93 | 21,96 | 22,55 | 8,98  | 5,79 | 1,80 | 501      |
| Vale de Água            | 34,89 | 28,85 | 12,64 | 12,09 | 3,57 | 2,75 | 364      |
| Santiago do Cacém       | 31,15 | 23,11 | 17,47 | 13,78 | 7,11 | 1,89 | 15 956   |

### Seixal
| Partido                 | Partido                        | Votos   | %               | +/-  |
| ----------------------- | ------------------------------ | ------- | --------------- | ---- |
|                         | Partido Socialista             | 26 354  | 34,82 / 100,00  | 8,66 |
|                         | Coligação Democrática Unitária | 14 509  | 19,17 / 100,00  | 0,65 |
|                         | Partido Social Democrata       | 12 462  | 16,46 / 100,00  | 0,28 |
|                         | Bloco de Esquerda              | 9 992   | 13,20 / 100,00  | 2,64 |
|                         | CDS – Partido Popular          | 7 574   | 10,01 / 100,00  | 4,37 |
|                         | PCTP/MRPP                      | 848     | 1,12 / 100,00   | 0,11 |
|                         | Outros                         | 1 338   | 1,77 / 100,00   |      |
| Votos Inválidos         | Votos Inválidos                | 2 620   | 3,46 / 100,00   | 0,60 |
| Total                   | Total                          | 75 697  | 100,00 / 100,00 |      |
| Eleitorado/Participação | Eleitorado/Participação        | 125 468 | 60,33 / 100,00  | 5,39 |

| Freguesia            | %     | %     | %     | %     | %     | %    | Votantes |
| Freguesia            | PS    | CDU   | PSD   | BE    | CDS   | PCTP | Votantes |
| -------------------- | ----- | ----- | ----- | ----- | ----- | ---- | -------- |
| Aldeia de Paio Pires | 32,84 | 27,81 | 10,44 | 12,79 | 9,16  | 1,56 | 5 652    |
| Amora                | 35,77 | 19,00 | 16,15 | 12,90 | 9,97  | 1,01 | 24 395   |
| Arrentela            | 33,37 | 24,27 | 13,59 | 13,25 | 9,38  | 1,25 | 13 286   |
| Corroios             | 35,28 | 15,25 | 18,72 | 13,82 | 10,48 | 1,04 | 23 634   |
| Fernão Ferro         | 35,63 | 13,02 | 20,44 | 13,02 | 11,24 | 1,22 | 7 120    |
| Seixal               | 28,82 | 34,04 | 15,28 | 10,37 | 6,27  | 0,93 | 1 610    |
| Seixal               | 34,82 | 19,17 | 16,46 | 13,20 | 10,01 | 1,12 | 75 697   |

### Sesimbra
| Partido                 | Partido                        | Votos  | %               | +/-   |
| ----------------------- | ------------------------------ | ------ | --------------- | ----- |
|                         | Partido Socialista             | 7 368  | 33,59 / 100,00  | 10,61 |
|                         | Partido Social Democrata       | 3 957  | 18,04 / 100,00  | 0,46  |
|                         | Coligação Democrática Unitária | 3 686  | 16,80 / 100,00  | 1,27  |
|                         | Bloco de Esquerda              | 3 223  | 14,69 / 100,00  | 4,25  |
|                         | CDS – Partido Popular          | 2 158  | 9,84 / 100,00   | 4,21  |
|                         | PCTP/MRPP                      | 291    | 1,33 / 100,00   | 0,05  |
|                         | Outros                         | 463    | 2,12 / 100,00   |       |
| Votos Inválidos         | Votos Inválidos                | 791    | 3,61 / 100,00   | 0,48  |
| Total                   | Total                          | 21 937 | 100,00 / 100,00 |       |
| Eleitorado/Participação | Eleitorado/Participação        | 37 427 | 58,61 / 100,00  | 5,85  |

| Freguesia           | %     | %     | %     | %     | %     | %    | Votantes |
| Freguesia           | PS    | PSD   | CDU   | BE    | CDS   | PCTP | Votantes |
| ------------------- | ----- | ----- | ----- | ----- | ----- | ---- | -------- |
| Quinta do Conde     | 33,63 | 17,32 | 15,48 | 15,13 | 12,09 | 0,99 | 10 302   |
| Sesimbra (Castelo)  | 34,13 | 19,09 | 16,44 | 13,94 | 8,26  | 1,56 | 8 327    |
| Sesimbra (Santiago) | 32,07 | 17,62 | 21,83 | 15,21 | 6,80  | 1,78 | 3 308    |
| Sesimbra            | 33,59 | 18,04 | 16,80 | 14,69 | 9,84  | 1,33 | 21 937   |

### Setúbal
| Partido                 | Partido                        | Votos  | %               | +/-   |
| ----------------------- | ------------------------------ | ------ | --------------- | ----- |
|                         | Partido Socialista             | 18 788 | 32,08 / 100,00  | 11,03 |
|                         | Partido Social Democrata       | 11 061 | 18,89 / 100,00  | 1,12  |
|                         | Coligação Democrática Unitária | 9 334  | 15,94 / 100,00  | 0,39  |
|                         | Bloco de Esquerda              | 9 088  | 15,52 / 100,00  | 4,12  |
|                         | CDS – Partido Popular          | 6 814  | 11,64 / 100,00  | 5,30  |
|                         | PCTP/MRPP                      | 703    | 1,20 / 100,00   | 0,01  |
|                         | Outros                         | 1 103  | 1,89 / 100,00   |       |
| Votos Inválidos         | Votos Inválidos                | 1 672  | 2,85 / 100,00   | 0,09  |
| Total                   | Total                          | 58 563 | 100,00 / 100,00 |       |
| Eleitorado/Participação | Eleitorado/Participação        | 99 976 | 58,58 / 100,00  | 4,95  |

| Freguesia                            | %     | %     | %     | %     | %     | %    | Votantes |
| Freguesia                            | PS    | PSD   | CDU   | BE    | CDS   | PCTP | Votantes |
| ------------------------------------ | ----- | ----- | ----- | ----- | ----- | ---- | -------- |
| Gâmbia - Pontes - Alto da Guerra     | 31,28 | 12,96 | 28,98 | 11,68 | 9,25  | 1,77 | 2 260    |
| Sado                                 | 32,42 | 6,60  | 33,12 | 15,28 | 6,41  | 2,15 | 3 122    |
| São Lourenço                         | 34,98 | 20,77 | 13,43 | 13,09 | 11,46 | 0,89 | 5 080    |
| São Simão                            | 35,70 | 19,98 | 15,02 | 13,16 | 10,05 | 1,50 | 3 123    |
| Setúbal - Nossa Senhora da Anunciada | 32,21 | 18,95 | 14,04 | 16,29 | 12,44 | 1,17 | 7 935    |
| Setúbal - Santa Maria da Graça       | 31,86 | 23,97 | 11,74 | 15,34 | 11,46 | 0,96 | 4 284    |
| Setúbal - São Julião                 | 28,17 | 29,88 | 9,19  | 14,14 | 13,34 | 0,62 | 9 501    |
| Setúbal - São Sebastião              | 32,59 | 15,10 | 17,22 | 17,10 | 11,88 | 1,34 | 23 258   |
| Setúbal                              | 32,08 | 18,89 | 15,94 | 15,52 | 11,64 | 1,20 | 58 563   |

### Sines
| Partido                 | Partido                        | Votos  | %               | +/-   |
| ----------------------- | ------------------------------ | ------ | --------------- | ----- |
|                         | Partido Socialista             | 2 304  | 34,00 / 100,00  | 11,92 |
|                         | Coligação Democrática Unitária | 1 352  | 19,95 / 100,00  | 1,43  |
|                         | Bloco de Esquerda              | 1 165  | 17,19 / 100,00  | 8,05  |
|                         | Partido Social Democrata       | 1 068  | 15,76 / 100,00  | 1,32  |
|                         | CDS – Partido Popular          | 423    | 6,24 / 100,00   | 2,28  |
|                         | PCTP/MRPP                      | 116    | 1,71 / 100,00   | 0,20  |
|                         | Outros                         | 149    | 2,20 / 100,00   |       |
| Votos Inválidos         | Votos Inválidos                | 199    | 2,94 / 100,00   | 0,62  |
| Total                   | Total                          | 6 776  | 100,00 / 100,00 |       |
| Eleitorado/Participação | Eleitorado/Participação        | 11 493 | 58,96 / 100,00  | 2,84  |

| Freguesia  | %     | %     | %     | %     | %    | %    | Votantes |
| Freguesia  | PS    | CDU   | BE    | PSD   | CDS  | PCTP | Votantes |
| ---------- | ----- | ----- | ----- | ----- | ---- | ---- | -------- |
| Porto Covo | 42,79 | 17,70 | 12,30 | 17,87 | 4,43 | 1,31 | 610      |
| Sines      | 33,13 | 20,18 | 15,55 | 17,68 | 6,42 | 1,75 | 6 166    |
| Sines      | 34,00 | 19,95 | 17,19 | 15,76 | 6,24 | 1,71 | 6 776    |